# Hedysarum truncatum
Hedysarum truncatum är en ärtväxtart som beskrevs av Alice Eastwood. Hedysarum truncatum ingår i släktet buskväpplingar, och familjen ärtväxter. Inga underarter finns listade i Catalogue of Life.